# یارالوملا، قلمرو پایتختی استرالیا
یارالوملا (به انگلیسی: Yarralumla) یک حومه شهر در استرالیا است که در کانبرا واقع شده‌است.